# Arna
Pour l’article homonyme, voir Lissy Arna.
Arna est un bydel, une division administrative de la kommune de Bergen en Norvège.
Environ 16 000 habitants vivent dans cette banlieue rurale. Étant située derrière le mont Ulriken, Arna est géographiquement près du centre de Bergen, mais il faut un certain temps pour s'y rendre en voiture car il n'y a pas encore de tunnel bien qu'il ne faille que huit minutes pour relier la gare d'Arna à Bergen en train. Arna est constitué des quartiers Haukeland, Unneland, Espeland, Rødland, Haugland, Gaupås, Ytre Arna, Indre Arna, Arnatveit, Garnes, Takvam, Songstad et Trengereid.

## Histoire
Le formannskapsdistrikt Haus a été créé en 1837. La municipalité a été divisée le 1er janvier 1870 en municipalités de Haus et de Bruvik. Le nom d'Arna a été utilisé pour la première fois en tant que nom de municipalité en 1964. Avant, Arna faisait partie de la municipalité de Haus, qui comprenait également Osterøy à cette époque.
En 1943, les occupants allemands y font construire le camp de concentration d'Espeland.
Le 1er janvier 1964, Arna devint une municipalité indépendante et la partie de Haus située sur Osterøy fut laissée à la municipalité d'Osterøy.
Le 1er janvier 1972, la ville de Bergen a été étendue en regroupant les municipalités de Arna, Bergen, Fana, Laksevåg et Åsane. Au moment du regroupement, la population d'Arna était de 11 766 habitants.
Ådna est l'ancien nom d'Arna qui n'est plus vu de nos jours que dans les noms de localités Ådnamarka, Ådnavegen, Ådnatun et Ådnanipa.